# Embraer/FMA CBA 123 Vector
Embraer/FMA CBA 123 Vector

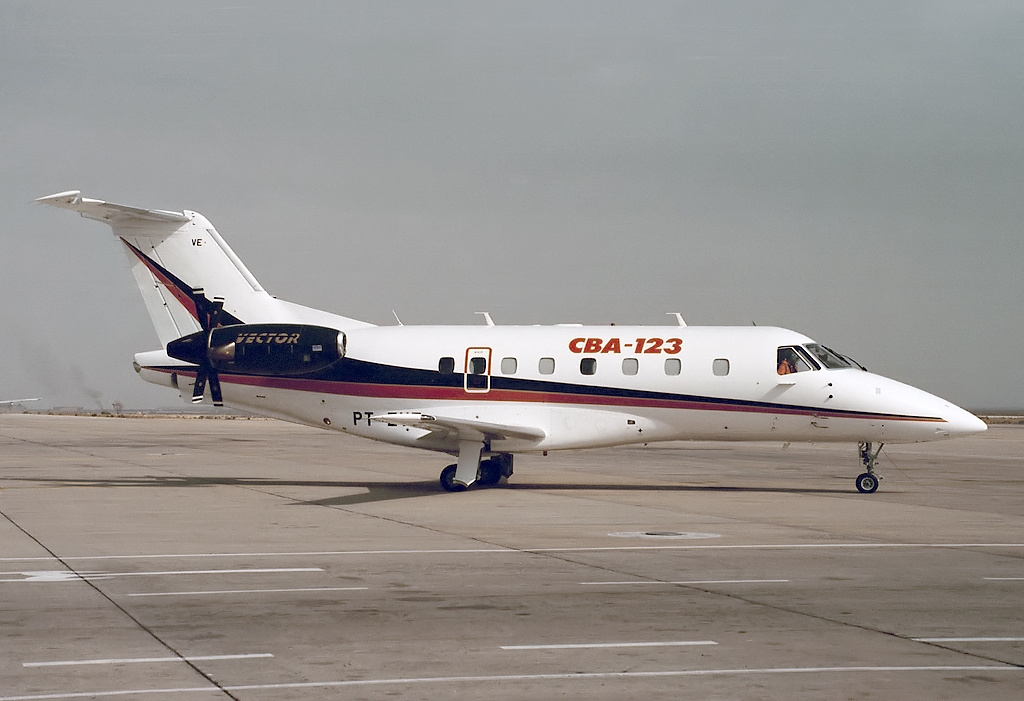
Embraer CBA-123 Vector в Португалии. 1990 год

Эмбраэр/ФМА CBA 123 Вектор (исп. FMA IA 70 Vector, порт. Embraer EMB 123 Vector) — аргентино-бразильский региональный турбореактивный пассажирский самолёт. «Вектор» создавался в конце 1980-х, основными разработчиками самолёта стали компании FMA с аргентинской стороны и Embraer с бразильской, с соотношением 1:2. Аббревиатура CBA расшифровывалась как Сотрудничество Бразилии и Аргентины (исп. Cooperación Brasil-Argentina, порт. Cooperação Brasil-Argentina).

## История
Программа по созданию 19-местного транспортного самолёта СВА 123 в гражданском и военно-транспортном вариантах началась с подписанием соглашения между Аргентиной и Бразилией 17 января 1986 года. 21 мая 1987 года был представлен проект самолёта. Предполагалась постройка пяти опытных самолётов. Поставки «Вектора» планировалось начать в 1991 году. Первый опытный образец совершил полёт 18 июля 1990 года. Презентация прототипа самолёта состоялась 30 июля 1990 года, на которой присутствовали Карлос Менем и Фернанду Колор ди Мелу.
Однако задержки, связанные с финансовыми проблемами, привели к тому, что было построено только два опытных образца (третий так и не был собран) для проведения испытаний в 1992 году и сертификации, которая планировалась на середину 1993. Тяжёлое финансовое положение FMA и Embraer, высокая стоимость «Вектора» по сравнению с американскими и европейскими аналогами привели к закрытию программы.
Всего было построено три прототипа, но полностью завершены только два опытных самолёта. Наработки полученные при проектировании и строительстве «Вектора» использовались при создании самолётов серии Embraer 145.

## Тактико-технические характеристики
Базовая модификация
Источник данных: Jane's All The World's Aircraft 1993-94 

Технические характеристики
- Экипаж: 2
- Пассажировместимость: 19
- Длина: 18,09 м
- Размах крыла: 17,72 м
- Высота: 5,97 м
- Площадь крыла: 27,2 м²
- Масса пустого: 6230 кг
- Максимальная взлётная масса: 7711 кг
- Силовая установка: 2 × ТВД Garrett TPF351-20A

Лётные характеристики
- Максимальная скорость: 593 км/ч
- Крейсерская скорость: 569 км/ч
- Практическая дальность: 1852 км
- Практический потолок: 10 670 м